# Jozef Vengloš
Jozef Vengloš (Ružomberok, 18 de fevereiro de 1936 – 26 de janeiro de 2021) foi um futebolista e treinador eslovaco que atuava como meio-campo.

## Carreira
Vengloš comandou a Seleção Checoslovaca no Campeonato Europeu de Futebol de 1980, no qual conquistou a medalha de bronze. Também dirigiu a equipe nacional na Copa do Mundo FIFA de 1982 e 1990.

## Morte
Morreu em 26 de janeiro de 2021.